# Руй Мигел
Руй Миге́л Ме́лу Родри́геш (порт.-браз. Rui Miguel Melo Rodrigues; 15 ноября 1983, Визеу), более известный как Руй Мигел (порт.-браз. Rui Miguel) — португальский футболист, полузащитник.

## Карьера
Начинал свою карьеру в португальском клубе «Визеу», в её составе с 2002 по 2004 год провёл 65 матчей и забил 15 голов. В 2004 году перешёл в ковильянский «Спортинг», где за один сезон сыграл 16 матчей, забил 8 голов. Потом в его карьере были такие клубы, как «Навал», «Нелас», «Заглембе», «Пасуш де Феррейра» и «Витория» из Гимарайнша. Летом 2011 года перешёл в клуб «Краснодар».
Когда я переходил в «Краснодар», мне, естественно, никто не гарантировал места в основном составе. Но я был полон надежд, потому что российский клуб сделал многое для того, чтобы выкупить мой трансфер в Португалии. С момента моего появления в Краснодаре я ни разу не общался с Муслиным. Он со мной не разговаривает и даже не здоровается. Не верит, что я приехал в «Краснодар» играть. Это правда, что Муслин изначально был против моей покупки. Когда переходил в «Краснодар», даже не подозревал, что тренер на меня не рассчитывает. В то же время я благодарен президенту «Краснодара», другим руководителям клуба, которые очень хорошо ко мне относятся.
 С лета 2015 по 2016 годы защищал цвета кишинёвского «Зимбру».